# Сверхтяжёлая ракета-носитель
Сверхтяжёлая раке́та-носи́тель — класс ракет-носителей (РН), способных выводить на низкую околоземную орбиту (НОО) свыше 50 тонн. На начало 2020-х годов единственной эксплуатируемой сверхтяжёлой РН являлась американская Falcon Heavy, впервые стартовавшая 6 февраля 2018 года; с 2022 года к ней добавилась также американская Space Launch System.

## Сверхтяжёлые РН, находящиеся в эксплуатации

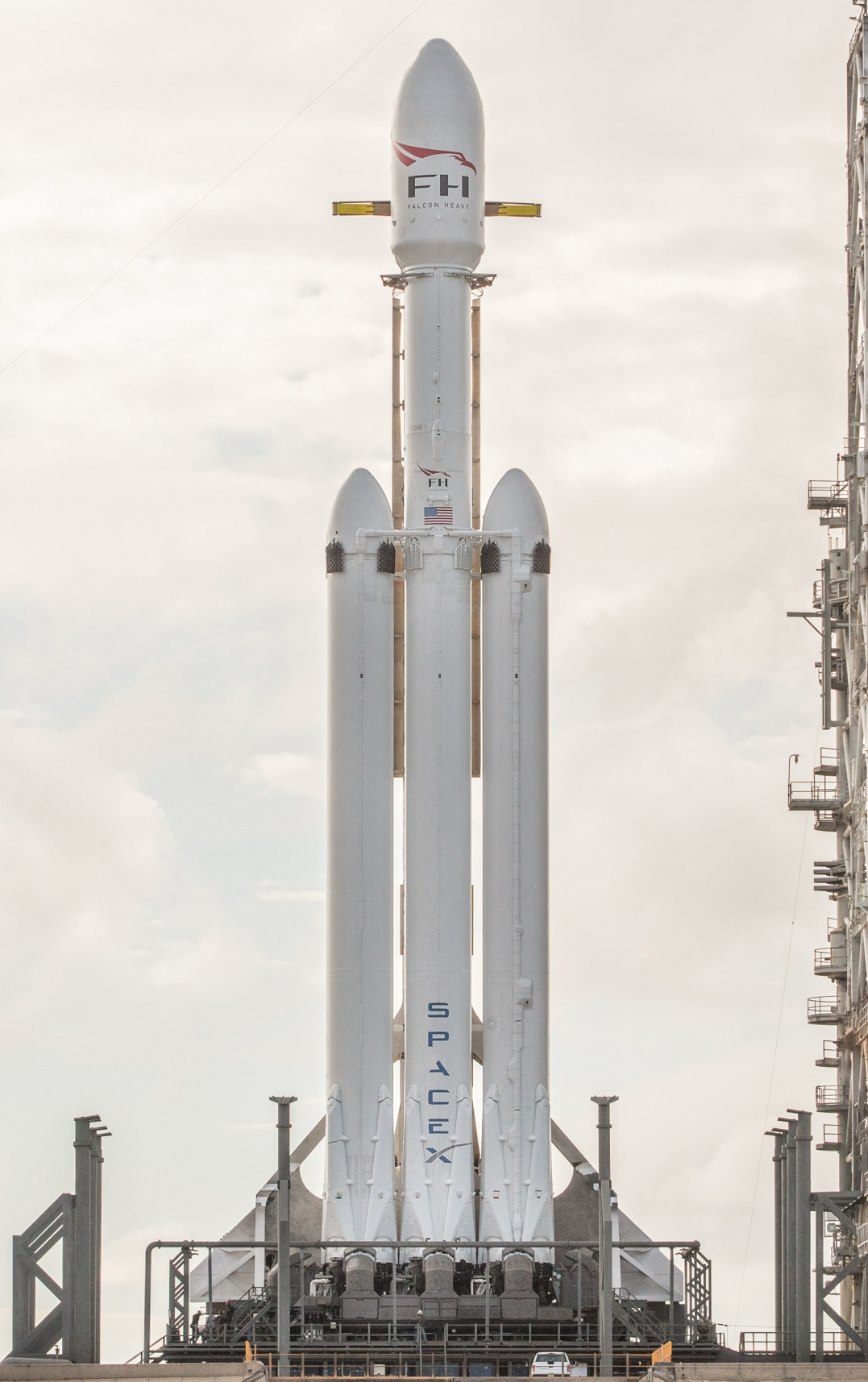
Falcon Heavy

- Falcon Heavy (63,8 тонны) — частная американская РН (SpaceX); первый испытательный запуск был произведён 6 февраля 2018 года[2]; второй (коммерческий) успешно состоялся 11 апреля 2019 года.
- Space Launch System (70—130 тонн) — американская РН для межпланетных миссий; первый запуск произведён в ноябре 2022 года[3].

## Разрабатываемые сверхтяжёлые РН

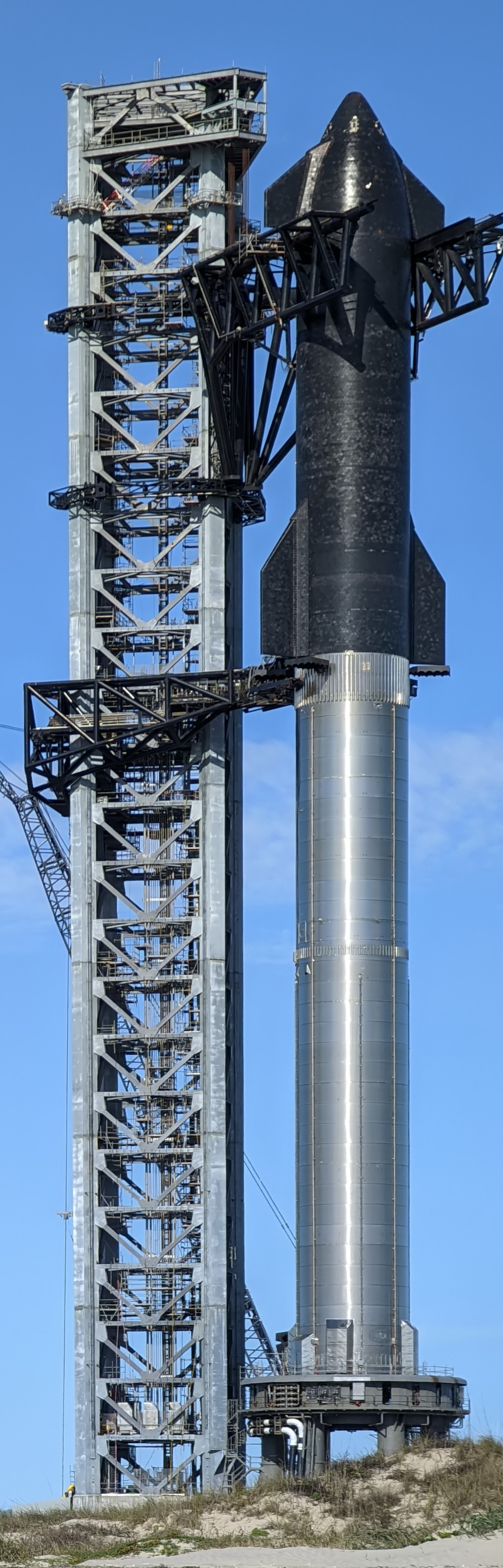
Starship

- Starship (100—250 тонн) — частная американская полностью многоразовая РН (SpaceX) для широкого спектра задач (в том числе лунных и марсианских миссий); первый испытательный запуск был произведён 20 апреля 2023 года. После успешного старта на четвёртой минуте ракета была подорвана автоматикой из-за отказа нескольких двигателей[4]. 18 ноября 2023 года состоялся второй испытательный запуск, во время которого 33 двигателя первой ступени отработали в штатном режиме. Разделение ступеней произошло на высоте 70 км на 2 минуте 45 секунде полётного времени, после чего первая ступень была уничтожена. Корабль Starship набрал высоту 148 километров. Во время запланированного выключения двигателя на 8 минуте и 4 секунде произошел взрыв и связь была потеряна[5]. Первый успешный суборбитальный полёт состоялся 14 марта 2024 года[6]. 13 октября 2024 года ракета успешна стартовала и прошла этап разделения ступеней. Первая ступень Super Heavy успешно приземлилась на стартовую площадку и была поймана манипуляторами Mechazilla. S30 вышел на траекторию, совершив мягкое приводнение в Индийском океане через 1 час 6 минут после старта[7].
- «Чанчжэн-9» (140 тонн) — китайская РН для лунных пилотируемых миссий; первый запуск планируется в 2028 году.
- «Енисей» (88—115 тонн) — российская РН для лунных пилотируемых миссий; начало лётных испытаний планируется в 2028 году[8]. Полезная нагрузка на орбиту Луны — 20—27 тонн.
- «Дон» (125—130 тонн) — российская РН для лунных пилотируемых миссий; начало лётных испытаний планируется в 2029 году[9]. Полезная нагрузка на орбиту Луны — 32 тонны.

## Исторические сверхтяжёлые РН

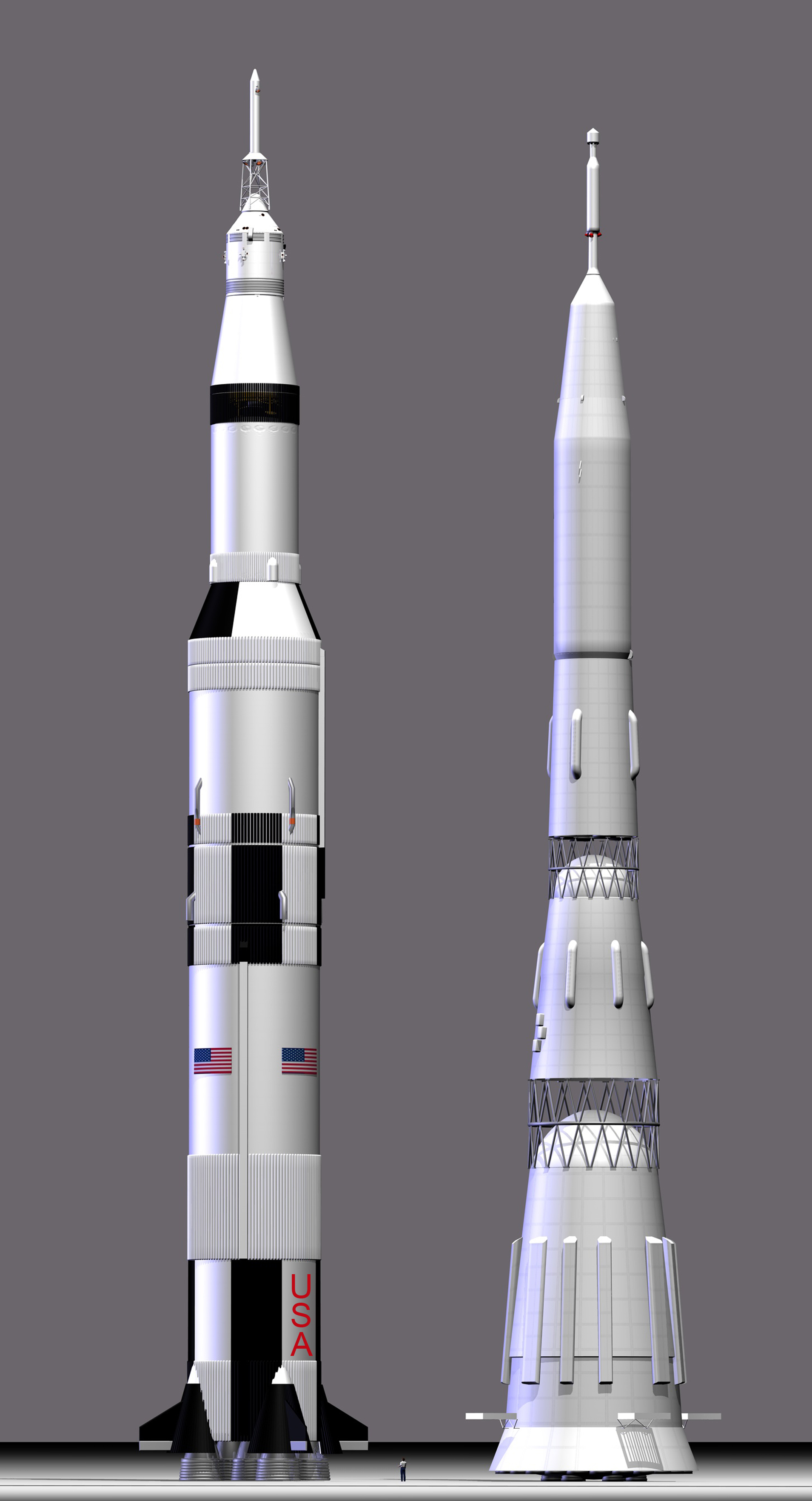
«Сатурн-5» и Н-1

«Союз-ФГ», «Спейс Шаттл», «Энергия»

- «Сатурн-5» (141 тонна) — американская трёхступенчатая РН семейства Сатурн, которая использовалась для пилотируемых полётов к Луне и высадки астронавтов на её поверхность, а также для выведения на НОО орбитальной станции «Скайлэб». Обладала рекордной грузоподъёмностью среди всех ракет, созданных как до, так и после неё. Ракета стартовала 13 раз (1967—1973), все запуски признаны успешными.
- Американская многоразовая система «Спейс Шаттл» выводила с борта орбитального корабля на НОО до 28 тонн, что не соответствует сверхтяжёлому классу, но если рассматривать сам орбитальный корабль как полезную нагрузку, то выводимая на НОО суммарная масса составляла до 122 тонн.
- Н-1/Н-1Ф (90/100 тонн) — советский проект для лунных пилотируемых миссий, был закрыт на стадии лётных испытаний ввиду неудачи всех четырёх проведённых запусков (1969—1972).
- «Энергия» (до 105 тонн) — советский проект, был закрыт на стадии лётных испытаний; осуществлено два успешных тестовых запуска РН в 1987 и 1988 годах, в том числе один с многоразовым орбитальным кораблём.

## Нереализованные проекты сверхтяжёлых ракет
- «Нова» (90 тонн) — американский проект РН для лунных пилотируемых миссий, альтернативный «Сатурн-5».
- «Сатурн C-8» (210 тонн) — самая мощная американская РН серии «Сатурн» с восемью двигателями F-1 на первой ступени и восемью двигателями J-2 на второй в противовес пяти двигателям F-1 и пяти двигателям J-2 у Сатурна-5 на первой и второй ступенях соответственно для дальнейших лунных и марсианских пилотируемых миссий.
- «Нова C-8» (170 тонн) — американский проект РН для дальнейших лунных и марсианских пилотируемых миссий, альтернативный «Сатурн C-8».
- «Sea Dragon» (550 тонн) — американский проект многоразового грузового комплекса.
- УР-700М (750 тонн) — советский проект РН для пилотируемых полетов на Марс по программе Аэлита (1969—1972)[10].
- УР-700 (150 тонн) — советский проект РН для лунных пилотируемых миссий, альтернативный Н-1.
- Р-56 (более 40 тонн) — советский проект РН для лунных пилотируемых миссий, альтернативный Н-1.
- УР-900 (225 тонн) — советский проект РН для дальнейших лунных и марсианских пилотируемых миссий.
- «Ураган» — полностью многоразовая модификация советской РН «Энергия».
- «Вулкан» («Геркулес») (200 тонн) — модификация советской РН «Энергия» с восемью боковыми блоками.
- «Арес-5» (до 188 тонн) — американская РН, проектировавшаяся для космической программы «Созвездие».

## Сравнительная таблица
| Ракета-носитель | Конфигурация             | Нагрузка на НОО | Первый полёт   | Первый полёт с ПН >50 т | Эксплуатация    | Повторное использование                  |
| --------------- | ------------------------ | --------------- | -------------- | ----------------------- | --------------- | ---------------------------------------- |
| Сатурн-5        | Аполлон                  | 141 тонна       | 1967           | 1967                    | Закончена       | Нет                                      |
| Н-1             | Н1-Л3                    | 91 тонн         | 1969           | 1969                    | Закончена       | Нет                                      |
| Space Shuttle   | Space Shuttle            | 25—30 тонн      | 1981           | 1981                    | Закончена       | Частичное                                |
| Энергия         | Буран                    | 105 тонн        | 1987           | 1987                    | Закончена       | Частичное (предполагалось в перспективе) |
| SLS             | Блок 1                   | 70 тонн         | 2022           | -                       | Не подтверждено | Нет                                      |
| SLS             | Блок 1A/1B               | 105 тонн        | 2024 (план)    | -                       | В разработке    | Нет                                      |
| SLS             | Блок 2                   | 130 тонн        | 2029 (план)    | -                       | В разработке    | Нет                                      |
| Falcon Heavy    | Расходуемая (0/3)        | 63,8 тонн       | 2023           | -                       | Не подтверждено | Нет                                      |
| Starship        | Повторно используемая    | 100—150 тонн    | 2023 (план)    | -                       | В разработке    | Полное                                   |
| Starship        | Расходуемая              | 250 тонн        | -              | -                       | В разработке    | Частичное                                |
| Чанчжэн-9       | 2-ступенчатая            | 140 тонн        | 2028 (план)    | -                       | В разработке    | Нет                                      |
| Енисей          | Отработочный вариант СТК | 50 тонн         | 2028 (план)    | -                       | В разработке    | Нет                                      |
| Енисей          | СТК первого этапа        | 88 тонн         | 2029 (план)    | -                       | В разработке    | Нет                                      |
| Енисей          | СТК второго этапа        | 115 тонн        | до 2035 (план) | -                       | В разработке    | Нет                                      |

Примечания к таблице:
1. 1 2  Включая массу, не возвращаемую с орбиты
2. ↑  Ступени не возвращаются, обтекатель может быть спущен на парашюте на платформу
3. ↑  Не летал в данной конфигурации; летал только в конфигурации с попыткой вернуть все три ускорителя
4. ↑  Ускорители приземляются, корабль способен вернуться без дозаправки
5. ↑  Ускорители теряются, корабль не способен вернуться без дозаправки